# Thomas Gascoigne (cầu thủ bóng đá)
Thomas Clinton Gascoigne (4 tháng 11 năm 1899 – 1991) là một cầu thủ bóng đá người Anh thi đấu ở vị trí right half.

## Sự nghiệp
Sinh ra ở Scotswood, Gascoigne thi đấu cho Scotswood, Leeds United, Doncaster Rovers, Bradford City, Tranmere Rovers và Hurst.
Đối với Bradford City ông có 21 lần ra sân ở Football League.